# 戴念慈
戴念慈（1920年4月28日—1991年11月12日），江苏无锡人，中国建筑学家，中国科学院院士。

## 生平
戴念慈1942年自国立中央大学建筑系毕业后留校任教。1944年起，任职于兴业建筑师事务所，上信诚建筑师事务所。1950年任中共中央直属机关修建办事处设计室主任，1952年至1971年间为北京建筑工程部设计院主任工程师、总建筑师。1971年起出任中国建筑科学研究院总建筑师。1982年任城乡建设环境保护部副部长。次年起任中国建筑学会理事长。1986年被邀为建设部特邀顾问。1988年任建筑学会建筑设计所总建筑师。1989年被授予第一批“设计大师”称号，1991年当选中国科学院技术科学部学部委员（院士）。他还是第四至六届全国人大代表。1991年11月12日逝世。

## 代表作品
- 中国美术馆
- 北京饭店西楼
- 斯里兰卡国际会议大厦
- 曲阜阙里宾舍[5]
- 中共中央党校
- 北京展览馆
- 杭州西湖国宾馆